# Rin Asuka
Rin Asuka (飛鳥 凛 Asuka Rin?, 28 de marzo de 1991-) es una actriz japonesa de la prefectura de Osaka representada por Stardust Promotion. Su debut fue en la película Tenshi ga Kureta Mono, y más tarde fue echado en la adaptación película de Higurashi no Naku Koro ni como Mion Sonozaki. Ella también desempeñó Akira Karasaki para varios episodios de K-tai Investigator 7. En 2009, Asuka se une al reparto de Kamen Rider Double como Wakana Sonozaki.

## Filmografía

### Películas
| Año  | Título                                                  | Papel                                        |
| ---- | ------------------------------------------------------- | -------------------------------------------- |
| 2007 | Tenshi ga Kureta Mono                                   | Sayuri                                       |
| 2008 | Carved 2: The Scissors Massacre                         | Mayumi Sawada, Kuchisake-onna                |
| 2008 | Shrill Cries of Summer                                  | Mion Sonozaki                                |
| 2008 | Dōsōkai                                                 | Eri Ishikawa (Años en la escuela secundaria) |
| 2008 | Tricom!!! Triple Complex Returns                        | Hitomi Katsuragi                             |
| 2008 | Uniform SurviGirl I                                     | Sakura Natsume                               |
| 2008 | Uniform SurviGirl II                                    | Sakura Natsume                               |
| 2009 | Shrill Cries: Reshuffle                                 | Mion Sonozaki                                |
| 2009 | Kamen Rider × Kamen Rider W & Decade: Movie War 2010    | Wakana Sonozaki                              |
| 2010 | Kamen Rider W Forever: A to Z/The Gaia Memories of Fate | Wakana Sonozaki                              |
| 2011 | Vanished: Girl in the Woods                             | Rena Nishikawa                               |
| 2012 | Piece: Kioku no Kakera                                  | Haruka Gomi                                  |
| 2017 | Roman Porno REBOOT White Lily                           | Haruka                                       |

### Televisión
| Año  | Título                                                                               | Papel                                | Notas         |
| ---- | ------------------------------------------------------------------------------------ | ------------------------------------ | ------------- |
| 2007 | Asakusa Fukumaru Ryokan                                                              | Junko Sonoda                         | Episodio 2    |
| 2008 | K-tai Investigator 7                                                                 | Akira Karasaki                       |               |
| 2008 | Hoshi Shinichi Short Short "Destiny"                                                 |                                      |               |
| 2008 | Hiroe no Michishirube                                                                | Yoshiko Nakamoto                     |               |
| 2008 | Last Mail                                                                            | Nozomi Watase                        |               |
| 2009 | Okan no Gyakushū: Wagaya no Reform Sensō                                             | Saori Mihara                         |               |
| 2009 | Kamen Rider W                                                                        | Wakana Sonozaki/ClayDoll Dopant(voz) |               |
| 2010 | Getsuyo Golden "Onna furai majishan Mariko no satsujin jiken-bo"                     | Satomi Motomiya                      |               |
| 2010 | Tales of the Unusual 20th Anniversary Special Autumn: Ninki Sakka Kyoen Hen "Hansai" | Yukie Tada                           |               |
| 2011 | Rokudenashi Blues                                                                    | Mafuyu                               | Episodio 7    |
| 2012 | Fukuoka Renai Hakusho "Kimi no Egao ni Furetakute"                                   | Nami Satake                          |               |
| 2012 | Omiya-san                                                                            | Yurie Hirano                         | Episodio 2    |
| 2012 | Juho 2405: Watashi ga Shinu Wake                                                     | Sae Hayashi                          | Episodios 3-4 |
| 2013 | Last Train Bye-Bye!                                                                  | Guide's lover                        | Episodio 6    |
| 2013 | Tenshi to Jump                                                                       | Yuuki Abe                            |               |
| 2014 | Dr.DMAT                                                                              | Miki Aizawa                          | Episodes 1-4  |
| 2014 | White Lab                                                                            | Ayane Asakura                        | Episodio 1    |
| 2015 | Ghost Theater (serie de televisión)                                                  | Yumi Okita                           | Episodio 1    |
| 2016 | Keishichō Sōsaikka 9 Kakari Temporada 11                                             | Kaori Yanase                         | Episodio 1    |
| 2016 | Midnight Department Store: Welcome to the Secret Room                                |                                      |               |
| 2017 | Roman Porno REBOOT White Lily                                                        |                                      |               |

### Dramas web
| Año  | Título                                                                                  | Papel |
| ---- | --------------------------------------------------------------------------------------- | ----- |
| 2008 | Kētai Ren'ai Drama 100 Scenes no Koi Vol. 2 Sakuhin NO. 2 Itoshi no Pure Pink: Hero hen | Izumi |
| 2012 | Pantene: Cinderella Project – "Cherry Blossoms"                                         | Yuri  |